# Ilmarinen
Ilmarinen (o Seppo Ilmarinen) es un personaje mitológico finlandés. Es el herrero y forjador eterno, el arquetipo del hacedor e inventor en las leyendas nórdicas recopiladas en el Kalevala. Seppo es un nombre masculino que significa herrero en finés.
Ilmarinen es el creador por excelencia en la mitología finlandesa, un maestro artesano en trabajos de latón, cobre, hierro, oro y plata. pero es notoriamente desafortunado en el amor. Entre los trabajos legendarios que realiza se incluyen hacer a mano la bóveda del cielo y armar la forja mágica que le permitirá fabricar el Sampo.

## La forja del Sampo

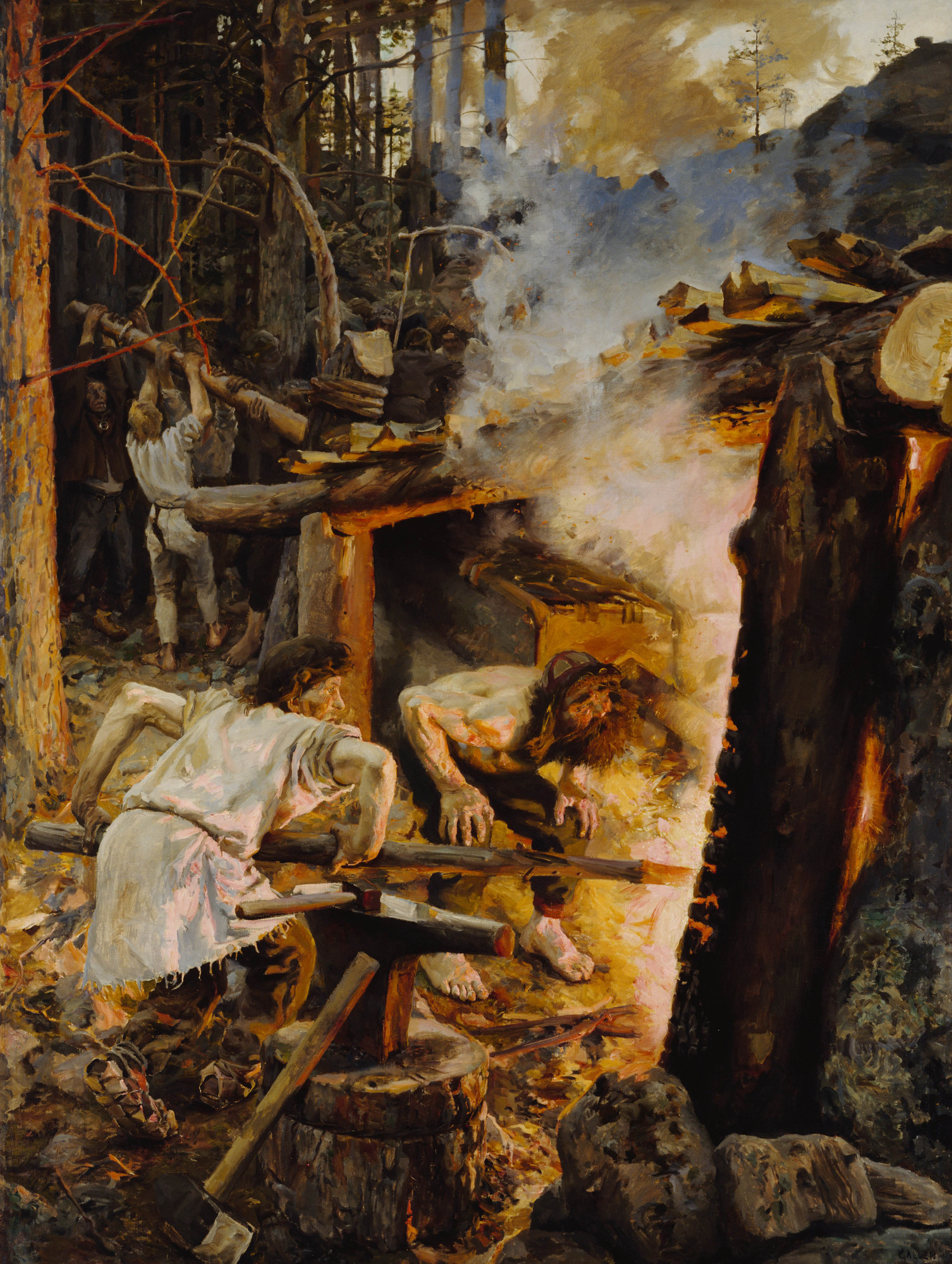
Akseli Gallen-Kallela, La Forja del Sampo.

Cuando el viejo sabio, Väinämöinen, viajaba  intensamente tras la búsqueda de una esposa, fue atacado y herido de muerte por Joukahainen y luego rescatado por la hechicera Louhi de Pohjola. Ella, a cambio de salvarle y asegurarle el regreso, desde las tierras del norte a su lugar de origen, solicitó entonces  que el héroe le fraguara el Sampo, un artefacto mágico, parecido a un molino. Väinämöinen le contestó que él no sabía como hacer este trabajo, pero que Ilmarinen, estaba en condiciones de hacerlo.
Fue así, como Väinämöinen se comprometió a enviarle a Ilmarinen a Pohjola para realizar la forja del Sampo.  Louhi  como compensación por la construcción de este dispositivo maravilloso se comprometía, por su parte, a entregar  en matrimonio a su hija, la doncella de Pohjola. 
Al volver a casa, Väinämöinen intentó encandilar a Ilmarinen con descripciones detalladas de la belleza de la doncella, embaucándolo, de tal manera, que este decidió partir finalmente a Pohjola.
Ilmarinen,  sin embargo,  se da cuenta de que se trata de una celada, y rechaza la oferta, pero Väinämöinen, no acepta la deserción de Ilmarinen  y lo desafía a trepar a un abeto y traer consigo la luz de la luna que brilla tenuemente entre los ramas. Cuando Ilmarinen cumplía el reto, Väinämöinen, a través de la entonación de un conjuro, hace que una ráfaga de viento lo traslade directamente a Pohjola.
Una vez allí, Ilmarinen es acorralado por Louhi, la bruja desdentada, y su hija, la doncella de Pohjola; éste al ver la belleza de la doncella, consiente facturar, entonces, un Sampo.

## Los días de búsqueda del Sampo
Durante tres días, buscó el lugar adecuado para montar la gran fragua. Una vez hallado el lugar  y construido el crisol,  distribuyó los metales y comenzó el trabajo, expandiendo el fuego mágico con la ayuda de los esclavos de Pohjola. 
En el primer día, Ilmarinen miró en el interior de las llamas y vio que el metal había tomado la forma de una ballesta, con un arco de oro. Pero el arco escondía un espíritu malvado en su interior, que pedía una nueva víctima cada día,  así que Ilmarinen decide, sobre la marcha, romperlo y arroja nuevamente los pedazos del arma, dentro del fuego. 
Al segundo día, apareció una nave de metal en el fuego, con cuadernas de oro y remos de cobre. Aunque era un objeto bello para conservar, poseía un corazón malvado, que de manera impaciente incitaba a la guerra; por eso  Ilmarinen lo rompe en pedazos, también  y vuelve, una vez más, a atizar la fragua con ellos.
Durante el tercer día, emergió una vaca de metal, con los cuernos de oro y el sol y las estrellas en la frente. La novilla mágica tenía mal humor, de tal manera que Ilmarinen se ve forzado, una vez más, a  destruirla y derretir sus pedazos en la forja. 
Al cuarto día, surgió un arado de oro de la fragua, con un rastrillo dorado, brillo de cobre y manillas de plata. Pero también venía dañado, porque araba sobre campos plantados y praderas labradas. En la desesperación, Ilmarinen destruye, una vez más, su creación. Indignado por la falta de resultados, decide finalmente proferir conjuros a los cuatro vientos, para aventar las llamas. 
Los vientos soplan durante tres días, hasta que al fin surge el Sampo, que toma la forma de un molino mágico que producirá, desde la partida, granos, sal y oro. Satisfecho, finalmente, con su creación, Ilmarinen se lo presenta a Louhi, que, inmediatamente, lo atesora en una cámara secreta y blindada en el mundo subterráneo, para que nadie más tenga acceso a él. Ufano Ilmarinen con su hallazgo, se dirige entonces, triunfante, donde la doncella de Pohjola, esperando que ésta cumpla con la promesa hecha por su madre. El héroe le pide, por lo tanto, que consume el matrimonio. La respuesta de la doncella es tajante, no  abandonará su tierra natal, y fuerza, en cambio, a Ilmarinen a marcharse de  Pohjola y volver, solo y descorazonado, a su tierra.